# Мартіньї (Вале)
Мартіньї (фр. Martigny) — місто  в Швейцарії в кантоні Вале, столиця округу Мартіньї.
Місто розташована на перетині доріг, що зв'язують Італію, Францію і Швейцарію. Одна дорога пов'язує її через перевал Великий Сен-Бернар з Аостою (Італія), інша через перевал Коль де ла Форкля веде в Шамоні (Франція). Взимку Мартіньї має популярність через численні прилеглі гірськолижні курорти Альп, такі як Вербьє.

## Географія

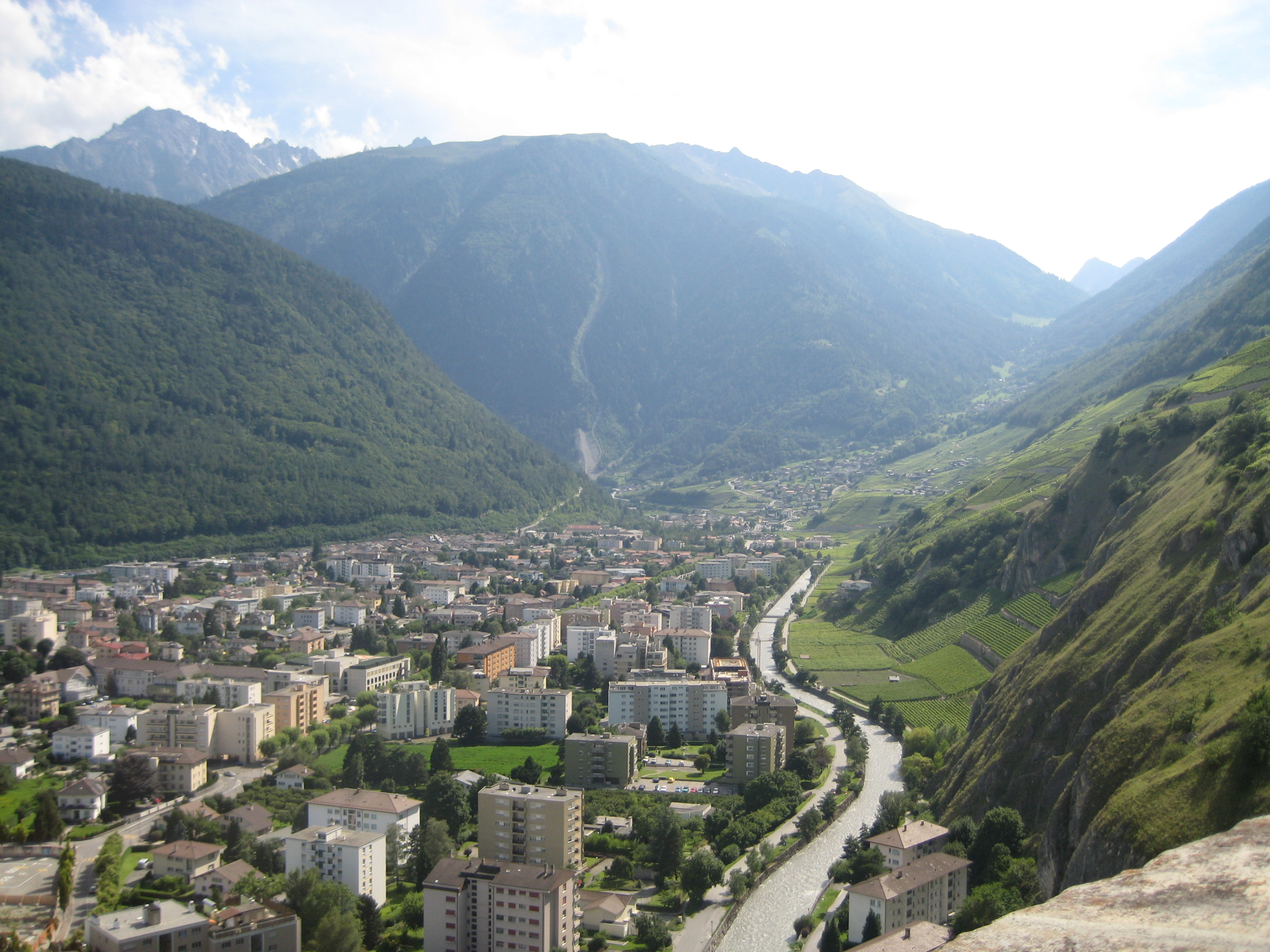
Місто в долині Рони

Мартіньї розташована на висоті 471 метр. Вона знаходиться на східному краю долини Рони, біля підніжжя Швейцарських Альп, і розташований в точці, де південно-західне протягом Рони повертає на 90 градусів на північ і направляється до впадання в Женевське озеро. Річка Дрансі стікає з Альп і впадає в Рону саме тут.
Місто розташоване на відстані близько 100 км на південь від Берна, 28 км на південний захід від Сьйона, 33 км на південний схід від Монтре.
Мартіньї має площу 32,6 км², з яких на 22,3% дозволяється будівництво (житлове та будівництво доріг), 33,3% використовуються в сільськогосподарських цілях, 39,1% зайнято лісами, 5,3% не є продуктивними (річки, льодовики або гори).

## Демографія
2019 року в місті мешкало 20 210 осіб (+15,1% порівняно з 2010 роком), іноземців було 30,3%. Густота населення становила 620 осіб/км².
За віковим діапазоном населення розподілялося таким чином: 21,1% — особи молодші 20 років, 62% — особи у віці 20—64 років, 17% — особи у віці 65 років та старші. Було 9134 помешкань (у середньому 2,2 особи в помешканні).
Із загальної кількості 14 307 працюючих 311 був зайнятий в первинному секторі, 2336 — в обробній промисловості, 11 660 — в галузі послуг.

## Уродженці
- Франсуа Кушпен (* 1935) — швейцарський юрист і політик, федеральний канцлер з 1991 по 1999 рік.
- Йоган Ланфат (* 1973) — швейцарський футболіст, півзахисник.